# Walter Titley
Walter Titley (ochrzczony w 1698, zm. 1768) – brytyjski dyplomata.
Titley był wieloletnim (1730-1768) ambasadorem (właściwie: envoy extraordinary - poseł nadzwyczajny) Wielkiej Brytanii w duńskiej stolicy Kopenhadze.  Prowadził zakulisowe rozmowy w swej małej rezydencji wiejskiej Titley’s Gaard w Lyngby na temat królewskiego mariażu między członkami duńskiej i brytyjskiej dynastii panującej. Dzięki jego staraniom Fryderyk V Oldenburg pojął w 1744 roku za żonę córkę Jerzego II Luizę. Król Fryderyk i królowa bardzo lubili i cenili ambasadora i często odwiedzali go w Lyngby. W roku 1751 odbyła się tam wielka gala.
Titley starał się też ochłodzić agresywne zamiary Rosji wobec Danii, gdy (1762) tron Rosji objął Piotr Holsztyński.
Kolejnym mariażem zaplanowanym przez Titleya było małżeństwo 16-letniego króla Chrystiana VII (panował od 1766 roku) z Karoliną Matyldą, siostrą króla Wielkiej Brytanii Jerzego III. Szczęśliwie Titley nie dożył finału. Król Danii oszalał i był okrutny wobec Karoliny Matyldy, której serce zdobył w końcu ambitny lekarz Johann Friedrich Struensee.